# Scorpaena laevis
Scorpaena laevis är en fiskart som beskrevs av Troschel, 1866. Scorpaena laevis ingår i släktet Scorpaena och familjen Scorpaenidae. Inga underarter finns listade i Catalogue of Life.
Arten blir vanligen 20 cm lång och de största exemplaren når en längd av 35 cm.
Denna drakhuvudfisk förekommer i östra Atlanten vid Afrikas västra kustlinje från Mauretanien till Kongo-Brazzaville samt kring Azorerna och Kanarieöarna. Arten hittas vanligen 15 till 90 meter under havsytan. Den vistas nära klippor. Födan utgörs av bläckfiskar, andra havslevande blötdjur och av små fiskar.
Scorpaena laevis fiskas som matfisk. Populationens storlek är inte känd men den antas vara stor. IUCN listar arten som livskraftig (LC).